# Liberty (navi trasporto)
Le navi da trasporto classe Liberty, di realizzazione statunitense, sono state le principali unità navali da carico utilizzate dai paesi Alleati nel corso della seconda guerra mondiale; esse hanno rappresentato un modello di nave cargo standard, che grazie alla facilità e velocità di costruzione poté essere realizzata in migliaia di unità, che sono risultate largamente impiegate nei convogli che dagli Stati Uniti erano diretti ai paesi Alleati. Nonostante il concetto di progetto "unificato" esse erano dotate di rifiniture di vario livello, in base alle possibilità di approvvigionamento, ai cantieri e ad altre contingenze, che spesso comportarono la realizzazione o la modifica ad hoc di navi in versioni speciali.

## Genesi
Durante la battaglia dell'Atlantico, i sommergibili tedeschi, originariamente appena 33, inflissero una grande quantità di perdite al naviglio di rifornimento che dagli Stati Uniti partiva verso l'Europa, in particolare verso la Gran Bretagna e l'Unione Sovietica. La situazione bellica ebbe diversi momenti in cui i tedeschi, con la costruzione in massa di unità subacquee, arrivarono a mettere in crisi il traffico alleato. Dall'altra parte della barricata, però, anche gli Alleati si organizzarono, con una produzione in massa di navi di scorta e di aerei antisommergibili. Si arrivò anche all'uso di mercantili speciali, trasformati in navi miste trasporto-portaerei, poi in portaerei di scorta vere e proprie.
Ma l'altro tipo di realizzazione di rilievo si ebbe con la cantieristica dedicata ai trasporti. Gli americani organizzarono fin dalla metà degli anni trenta delle opportune contromisure ad alcuni problemi che già si manifestavano nella loro flotta. Infatti, nonostante i 50 scali disponibili per la realizzazioni di navi mercantili oceaniche, la produzione era insufficiente per soddisfare le esigenze dei trasporti mercantili.
Così con il Merchant Marine Act fu istituita la USMC, acronimo per United States Maritime Commission (Commissione Marittima degli Stati Uniti). Questa si doveva occupare di realizzare le navi da trasporto per mantenere ad alti livelli la flotta, sia per compiti civili che di eventuali impieghi navali militari. Ipotizzando ancora 10 anni di pace, si organizzò, attraverso il Peace Standard Program, la costruzione di 50 navi l'anno, circa una alla settimana, con le navi suddivise in 3 categorie diverse. La propulsione era basata su turbine a vapore, per ottenere elevate velocità (14-16 nodi).
Nel 1942 giunse con molto anticipo sul previsto l'esigenza di mantenere ad alto livello il trasporto navale oceanico, la disponibilità in quel momento era di 1422 navi oceaniche, che nel 92% dei casi avevano però oltre 20 anni di vita.
Nel frattempo era giunta (ottobre 1940) una commissione inglese per l'acquisto di materiali nuovi, segnatamente mercantili, che le perdite belliche rendevano necessario. Infatti già oltre un milione di tonnellate di naviglio mercantile era andato perso in un anno.
Gli inglesi avevano già i piani per la Empire Liberty, da 7157t di stazza lorda, versione semplificata della Dorington Court del 1939, che riusciva a trasportare ben 10000 tonnellate di carico con un motore di appena 2 megawatt e velocità di 11 nodi, bassa ma accettabile.
Gli americani non erano però d'accordo sul progetto inglese, in particolare per la velocità di crociera assai limitata, e proposero 60 navi del loro "War Emergency Program", già impostate. Gli inglesi non accettarono, perché la tecnologia di costruzione prevedeva le connessioni mediante saldatura, tecnologia poco diffusa e che prevedeva sostanziali modifiche di allestimento dei cantieri.
Entrambe le parti erano quindi insoddisfatte di quanto la controparte proponeva, quando si fece avanti il noto imprenditore di costruzioni civili, Kaiser, che offrì, per questo sostanzioso contratto, la costruzione delle navi inglesi a Richmond e South Portland. Il contratto da 96 milioni di dollari venne firmato il 20 dicembre 1940, e in questo vi fu parte anche per altre 2 compagnie, la Todd-Shipyards e la Todd-Bath Ironworks Co. Queste compagnie inizialmente allestirono 2 cantieri con 7 scali l'uno, per le 60 navi richieste dagli inglesi.
Questa produzione iniziale sarebbe stata determinante per dare in seguito alla cantieristica americana la capacità e l'esperienza per il successivo sforzo bellico. La prima delle 60 navi classe Ocean, la Ocean Vanguard, venne varata il 15 ottobre 1941, ma nel frattempo era già stata varata anche la prima nave realizzata per le esigenze americane, la Patrick Henry.

## Le Liberty
Si provvide a rielaborare il progetto inglese in maniera tale da incontrare anche le esigenze americane. Anzitutto, in termini progettuali venne raggruppato a centro nave tutto il blocco delle sovrastrutture, che prima, nelle Ocean, era costituito da una plancia molto in avanti rispetto al fumaiolo.
Tutte le strutture erano raggruppate attorno al fumaiolo, nel centro nave, per essere più efficientemente riscaldate, e avere una minore sensibilità al moto ondoso (importante per l'efficienza dell'equipaggio). La nave aveva le sovrastrutture su 3 ponti, con una plancia e le cabine per l'equipaggio, mentre l'infermeria era a poppa, sistemata vicino alla postazione dell'artiglieria. Un'altra artiglieria poteva essere installata a prua, assieme a un massimo di 8 mitragliere contraeree. Dunque la nave del tipo Liberty era un mezzo pensato fin dall'inizio per essere usato come mercantile armato.
La parte strutturale era caratterizzata dall'assemblaggio di oltre 250 000 componenti provenienti da 32 stati americani, poi assemblati in prefabbricati, e infine montati sugli scali. La rapidità della costruzione richiese il ricorso alla saldatura per tutta la struttura, con un totale di lunghezza delle linee di saldatura di ben 46 km.
Gli alloggiamenti interni avevano cabine per l'equipaggio, con cuccette da oltre 6 piedi (1,81 m), riscaldamento, frigoriferi e persino docce. Le cabine erano da 2 o 4 posti. Anche la plancia era riscaldata. Era possibile eseguire la maggior parte delle operazioni correnti a bordo senza esporsi agli agenti atmosferici.
Ma le disposizioni dell'USMC erano spesso disattese per aumentare la rapidità della costruzione, e così le navi a volte mancavano di sistemi di allarme incendi, avevano una sola girobussola, ed avevano altre "semplificazioni" spesso pericolose per la sicurezza in mare.
Le stive erano 5, suddivise da 7 paratie trasversali, accessibili anche senza aprire i boccaporti. Esse erano sia a prua che a poppa. Le strutture erano in acciaio. Il ponte di coperta era capace di ospitare 1600 kg circa per metro quadro, mentre il ponte inferiore era capace di ospitare anche 3400 kg, con punte di 8000, per esempio sopra il tunnel dell'elica. I boccaporti erano in legno, mentre gli alberi di carico erano picchi tubolari in acciaio, e non strutture a portico come nei modelli inglesi. Le possibilità di carico erano migliorate anche dal fatto che i ponti di trasporto erano di tipo continuo, senza dislivelli, sia a prua che a poppa.
La capacità di trasporto nel caso del Liberty-base, quella di gran lunga più realizzata, era di 300 carri ferroviari, oppure 2840 jeep, oppure 230 milioni di munizioni, oppure 440 carri armati leggeri, oppure 3.330.000 razioni C.
I propulsori erano macchine a vapore a triplice espansione, con caldaie a tubi d'acqua, più sicure di quelle a tubi di fiamma, anche chiamate "di tipo scozzese", che erano decisamente pericolose in caso di esplosioni. Queste venivano installate sui Liberty chiamati Canadesi che avevano una configurazione più Britannica, con costruzione chiodata e non saldata, con bighi di carico in legno, e decisamente inferiori come caratteristiche a quelli costruiti in USA.
I tecnici americani, al contrario da quelli inglesi, modificarono l'alimentazione del combustibile con la nafta al posto del carbone, cosa che eliminò i carbonili e migliorò la rapidità di rifornimento e l'efficienza delle navi. La quantità di nafta stoccata poteva arrivare a 1819t che con un consumo medio di 30t/giorno alla massima velocità di 11 nodi, dava una autonomia di 15400 NM (27721 km), l'unica elica aveva 4 pale da 5,6m di diametro. Le rotazione del propulsore erano 74 giri al minuto al massimo, con un picco ammissibile a 76.
Le ancore erano in teoria due, con un totale di dieci "lunghezze" di catena ciascuna, per una misura complessiva di 247 metri di catena, ma spesso a causa di temporanee carenze di acciaio ne avevano una con catena da 5 "lunghezze" (136 m) e una con 10 lunghezze o 247 m, o addirittura solo una ancora.
La nave, di tipo Twin Deck (doppio ponte), era dedicata al trasporto di materiali, dei tipi più vari, ma nondimeno vennero approntati anche modelli speciali:
- la nave carboniera (EC2-S-AW1), realizzati dalla Delta Shipbuilding Co. di N.Orleans durante il 1944; l'apparato motore era all'estrema poppa anziché a mezza nave.
- la nave trasporto carri armati (Z-EC2-S-C2), 8, simili a quelle per il trasporto aerei, realizzate dalla J.A.Jones di Panama City.
- il tipo per il trasporto di aerei imbarcati (Z-EC2-S-C5), che aveva 4 boccaporti anziché 5, ma ingrandendo i 3 a prua. Di 40 navi ordinate, la J.A. Jones ne ha realizzati 28 e la New England Shipbuilding altre 8, per un totale di 36, o il 90% del quantitativo ordinato.
- le navi cisterna (Z-ET-S-CE) con 30 navi realizzate, per ovviare alla carenza di petroliere, con una capacità di circa 10.000t. l'una
- le Liberty Ospedale, realizzate in 6 esemplari per modifica di navi già in servizio. Ridotti al solo scafo esterno, poi totalmente ricostruiti, essi ebbero un terzo ponte sottocoperta, nuove e ampie sovrastrutture, per un totale di oltre 600 posti letto. Trasformazione dal novembre 1943
- le Liberty trasporto prigionieri, navi normali modificate per trasportare prigionieri di guerra, con una capacità iniziale di 308, poi portati a 504. Queste navi erano necessarie per la gran quantità di prigionieri da trasportare dopo la caduta dell'Africa, specie in Canada. Così ne vennero allestite 113, ma quando un Savoia-Marchetti S.M.79 danneggiò con un siluro la Benjamin Contee, il fato volle che essa fosse sovraccarica di prigionieri italiani, ben 1800, e 320 di loro morirono in questa catastrofica azione.
- le Liberty per animali, 13 navi modificate per portare 700 muli ciascuna. L'US Army era altamente meccanizzato, ma nondimeno sentì la necessità di mobilitare anche numerosi quadrupedi in numerosi teatri operativi, in cui i trasporti meccanizzati erano poco efficienti.

## Cantieristica
Le Liberty vennero realizzate secondo programmi crescenti. All'inizio, nel 1941, arrivò per 7 dei 9 scali di produzione l'ordine per le prime 200 navi, ma il programma ne previde rapidamente di più, con Roosevelt che chiese 9 milioni di tonnellate per il 1942, e 15 per il 1943.
Tra i cantieri che curarono la concreta realizzazione di queste navi, vi erano:
- Oregon Shipbuilding Corp., realizzato a Portland con 8, poi 11 scali, costruì 322 navi a partire dall'estate del 1941. Esso aveva inizialmente un margine di utile di 140.000 $ per nave, ma fu ridotto a metà 1943, a 60.000. La manodopera usata era di 35.000 persone, al massimo dell'attività, e oltre il 30% erano donne. Il risultato fu una produzione che arrivò fino a 17 navi per mese, una ogni meno di 2 giorni. Costo medio per nave: 1.643.000$ dell'epoca (circa 8 volte un bombardiere B-17 quadrimotore).
- Bethlehem-Fairfield shipyard Inc.: sorto vicino a Baltimora, costruì ben 13 scali, aumentati successivamente a 16. Costruì 384 navi al costo medio di 1.750.000$ per nave, impiegando 27.000 operai, nel momento di maggior attività. Fu questo cantiere che costruì la Patrick Henry, la prima delle Liberty (impostata 30/4/41, varata 27/9/41, consegna 30/12/41). Il totale era di 246 giorni, ma in seguito si scese a 120, poi addirittura a 51 (impostazione-varo) +7 (completamento). Questo scalo era il più grande e importante per la costruzione di queste navi.
- California Shipbuilding: costruito a Terminal Island, L.A., arrivò a impostare sui suoi 12 scali 306 navi, con un massimo di 12 al mese, per un costo medio di 1.858.000$ l'una, oltre a 30 petroliere.
- North Carolina Shipbuilding: a Terminal Island, costruì 126 navi a 1.543.600$ di media, il valore più basso anche per via del fatto che la manodopera aveva a sua volta paghe molto basse.
- Delta Shipbuilding: sorto a New Orleans, 8 scali, costruì le navi Liberty facendole varare su di uno stretto canale, che comportò di farle scivolare lateralmente in mare, piuttosto che di prua o poppa. Con 13.000 lavoratori al suo culmine, riuscì a completare 188 navi, tutte saldate.
- Alabama Drydock: a Pinto Island, Alabama, 4 scali poi aumentati a 12, per un totale di sole 20 navi completate
- Todd Houston Shipbuilding Corp: vicino a Houston, ebbe 6 scali in seguito aumentati a 9. Ebbe una produzione di 208 navi a 1.899.000$ di media, con tempi di costruzione di 300 giorni iniziali, poi ridotti a 45.
- New England Shipbuilding Co.: costruì 236 navi con i suoi 2 cantieri E e W, costo medio 1.892.000$. La manodopera per nave fu la più bassa, con 410.000 ore per unità costruita.
- I due cantieri J.A. Jones costruction, che costruirono uno 85 navi a 1.992.000$ di media, l'altro superò di poco i 2.000.000 per le prime 66.
- Permanente Metals Co.: lo Yard N.1, a Richmond, costruì 138 navi sui suoi 7 scali, al costo medio di 1.875.000$. Lo Yard N.2 realizzò altre navi, che arrivarono in tutto a 351. Una di queste Liberty la Robert E. Peary venne varata dopo 4 giorni e 15 ore dall'impostazione il 12 novembre 1942, e richiese altri 3 giorni per il completamento. La popolazione di Richmond passò da 23.000 a oltre 100.000 persone per lo sforzo bellico legato all'attività cantieristica.

Vi furono anche altri cantieri, come il Kaiser Co., il Walsh-Kaiser, il St. John e vari altri, che erano meno totalmente coinvolti nella produzione o erano scali di costruzione minori, che tuttavia totalizzarono un buon numero di altri scafi varati (88 il solo St. John).

## Operatività
Le navi cominciarono ad entrare in servizio a partire dal 1942, e la loro massa fu tale da rendere alla lunga perdente la campagna degli U-Boot. Le Liberty erano navi capaci, e realizzate in maniera tale che esse raggiungevano economicamente il loro scopo, semplicemente riuscendo a eseguire un solo trasporto a pieno carico.
Queste navi, nonostante la loro apparenza tutt'altro che bellicosa, assieme alla massa di unità di scorta, riuscirono alla lunga a consentire la vittoria degli Alleati nella Battaglia dell'Atlantico, che fu decisiva per la vittoria nella Seconda guerra mondiale. Assieme al gran numero di navi di scorta realizzate, indispensabili per la loro protezione, diedero agli anglo-americani un vantaggio decisivo, tanto che gli USA si permisero pure di lanciare 2 grandi operazioni anfibie contemporanee, in Europa e nelle Filippine, nel giugno 1944.
Le Liberty non erano prive di difetti, come quello di essere spesso fin troppo spartane nelle rifiniture, e soprattutto il problema della costruzione saldata, che veniva eseguita in maniera spesso imperfetta, in molti casi comportò lesioni strutturali anche gravi, specie a pieno carico durante le tempeste oceaniche, ovvero nelle peggiori condizioni di impiego, anche se ne venne tentata la previsione con sovradimensionamenti a progetto. Una nave ogni 8 ebbe dei problemi con le saldature, una ogni 30 li ebbe di grave entità, ma successe addirittura che non meno di 5 affondarono spezzandosi in due, specie nei climi freddi, quando l'acciaio ad effetto delle basse temperature diventava più fragile e si fessurava con facilità nei punti di saldatura, di per sé sollecitati dagli effetti di alterazione recati delle saldature stesse. Questo problema era aggravato dalla mancanza della possibilità di calcolare gli sforzi sullo scafo durante le operazioni di carico o scarico. Va detto che la saldatura per gli scafi delle navi era all'epoca una tecnica poco più che sperimentale, e appena qualche anno prima sarebbe stato impensabile produrre così tante navi e da cantieri senza esperienza tecnica in merito. Addirittura molti cantieri vennero istituiti solo per lo scopo di costruzione di tali navi, e assunsero rapidamente centinaia di migliaia di operai, molti dei quali erano senza alcuna esperienza di costruzioni navali. Per questo in numerosi esemplari venne eseguita una costruzione parzialmente imbullonata dei corsi orizzontali delle lamiere di scafo e della coperta. La costruzione con i bulloni dà una maggiore flessibilità al fasciame che è utile durante il maltempo, assorbendo e riducendo gli sforzi concentrati sui componenti dello scafo.
Altri problemi erano la mancanza di stabilità a nave scarica (cariche invece erano assai stabili), nonostante le alette antirollio, con escursioni laterali che potevano arrivare anche a 7 ondeggiamenti di 30 gradi in 1 minuto. Per questo si dovette aumentare la zavorra a oltre 2000 t extra, che si aggiungevano al massimo normale di 2800 t nei doppi fondi.
In tutto, nonostante gli innumerevoli problemi da affrontare, le Liberty vennero realizzate rapidamente e in quantità enormi: tra il 1941 e il 1945 (ma molti cantieri passarono alle Victory già nel 1944) ne vennero ordinate 3.148 e realizzate 2.710; 2.580 base, 24 carboniere, 8 per i carri armati, 62 cisterne, 36 trasporto aerei. Totale, 29.292.000 T.s.l. (tonnellate di stazza standard).

## Dati statistici e confronti
29.292.000 T.s.l. (tonnellate di stazza standard), costruite in totale, in termini di dislocamento, corrispondono a: circa 400 corazzate Classe Iowa (4 realizzate), 450 Classe Yamato(2), 700 Classe Littorio (3), mentre come portaerei era l'equivalente di 1000 portaerei Classe Essex (17), oppure 1500 dei più grandi incrociatori pesanti Classe Salem (realizzati in 3 unità), o infine 25.000 cacciatorpediniere di scorta DE (500+) [non chiaro: da dove vengono i dati? Infatti, le navi militari vengono misurate in dislocamento, non in stazza]. Questo in sostanza per rimarcare quale percentuale di materie prime e di risorse cantieristiche richiedesse il settore logistico della guerra navale durante l'ultimo conflitto: le Liberty stazzavano più di tutte le navi da guerra dell'US Navy mai realizzate (incluse oltre 100 portaerei e circa 80 corazzate).
Anche in termini economici i valori in campo sono assolutamente notevoli. Il costo medio di una Liberty, 1.790.000 $. -ovvero 35.000.000 di lire del 1940-, può essere paragonato a quello di altri equipaggiamenti: Sempre prendendo i valori in lire, un U-Boot Type VII costava 15 milioni, un B-24 4,2, un B-17.
Una Liberty costava quindi circa oltre il doppio di un sommergibile tedesco e 9 volte un B-17. La produzione complessiva totalizzò un valore da poter essere, in termini economici, equivalente a circa 6000 U-Boot o 22.500 B-17. Per i tedeschi era economicamente conveniente la campagna sottomarina, perché avrebbero potuto perdere anche un paio di U-Boot se potevano affondare una Liberty, anche senza considerare il carico trasportato (che poteva arrivare, come si è visto, a oltre 400 carri leggeri), ma le risorse su cui potevano contare erano inferiori a quelle americane (in tutto realizzarono solo un migliaio di sommergibili). Il programma del B-24 vide realizzati 18.000 esemplari, per cui il costo complessivo era dello stesso ordine di grandezza, ma il Liberator era a sua volta il più numeroso quadrimotore mai realizzato, per cui si confrontano due programmi realmente colossali nelle proprie categorie.

## Liberty sui sette mari
Tra i tanti episodi degni di essere raccontati, la Liberty Stephen Hopkins, che prima di essere affondata incendiò la nave corsara Stier tedesca, nel corso di un convulso scontro a breve raggio.
La Paul Hamilton ebbe invece il maggior valore di perdite umane, quando, affondata a Nord di Algeri, ebbe 504 vittime.
La Albert Gallantin ebbe una salva di ben 3 siluri a segno, ma essi non esplosero e la nave si salvò. Era l'agosto 1943, ma poi la sua fine arrivò, sempre per siluro, nel gennaio 1944 (sottomarino I 26 giapponese)
La John Harvey era tra le 5 Liberty affondate a Bari il 2 dicembre 1943 (durante il bombardamento di Bari) e aveva a bordo 100 tonnellate di iprite, che si sparsero come una mortale cortina sul porto di Bari, dopo che la nave esplose.

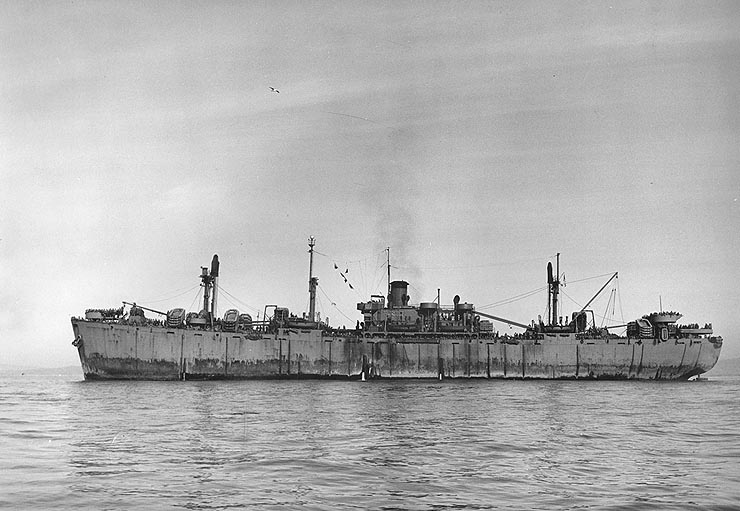
La USS Carlos Carrillo a San Francisco nel 1945

Oltre all'US Navy, le Liberty furono per circa il 10% utilizzate da altre marine, per un totale di 276 cedute. 182 erano per la Gran Bretagna, 43 per l'URSS, 13 per la Francia e ulteriori andarono ad altre nazioni.
Dopo la fine della guerra, restavano oltre 40 milioni di tonnellate (nonostante l'affondamento di circa 20 milioni) di navi mercantili disponibili, e molte di queste tonnellate erano rappresentate da navi Liberty. Ora, gli USA erano impegnati a realizzare le navi classe Victory, che rispetto alle Liberty erano costruite per durare a lungo, essendo le navi "post-belliche" per eccellenza. La costruzione di queste cominciò nel 1944. Le Liberty erano nondimeno le più numerose, la metà delle 5600 mercantili costruite dagli USA durante la guerra (costo: oltre 14 miliardi di $ dell'epoca).
Immesse nella flotta ausiliaria e nella riserva, appositamente creata per gestire i surplus postbellici, esse vennero usate a lungo. Vennero anche fornite Liberty a numerose nazioni, come le 100 all'Italia, 100 alla Grecia, 106 alla Gran Bretagna. Ma malgrado un gran numero di trasferimenti, la classe comportava ancora la presenza di un enorme numero di navi nella Reserve Fleet.
Nel 1962 ve ne erano ancora 1051 su 1872 in totale, nel 1965 erano 800 su 1579, e questo anno è significativo, perché a 20 anni dalla fine di quella guerra, per vincere la quale esse furono costruite.
A metà del 1966 vi erano nella Reserve ancora 722 navi, mentre altre 700 navigavano con numerose bandiere per i sette mari.
Nel 1968 le Liberty erano tuttavia in rapida caduta, con 'appena' 462 scafi ancora disponibili nella Reserve. Nonostante la Guerra di Corea, che vide la mobilitazione di 130 Liberty, vennero via via alienate innumerevoli navi che finirono per essere demolite, a patto che le compagnie le demolissero in territorio americano.
Infine molte navi vennero usate per compiti speciali, tra cui lo spionaggio, ma anche esperimenti con motori a turbina, come nel caso della G. Sergeant, che fu la prima nave ad attraversare l'Atlantico nel 1956, motorizzata da turbine a gas. 4 navi vennero dotate di turbine da 6.000 hp a vapore, per ottenere 15 nodi di velocità, ma il programma si fermò lì invece di continuare come previsto. Notare bene, si trattava della soluzione che nel periodo prebellico era contemplata per i nuovi trasporti oceanici dall'USMC.
A tutt'oggi esistono navi Liberty, come la SS Jeremiah O'Brien, conservata come museo a San Francisco, ma può essere che vecchie navi siano ancora in servizio in compagnie mercantili del Terzo Mondo, dopo molto decenni dal loro varo.
In Italia, le navi vennero usate come trasporti civili di mezzi e merci, capaci di trasportare negli USA anche 1100 auto Fiat a viaggio, come la Italterra. Alcune ebbero i motori sostituiti con diesel Fiat e turbine per 13 nodi di velocità, come la nave Laguna e la Corallo.